# Premio del Sindicato de Guionistas 1954
La 7.ª edición de los Premios del Sindicato de Guionistas de Estados Unidos otorgados a los mejores guionistas de cine de 1954. Los ganadores fueron anunciados en 1955.

## Nominados y ganadores[2]

### Cine
Los ganadores están listados primero y en negritas.
| Mejor Guion en Musical - Seven Brides for Seven Brothers – Albert Hackett, Frances Goodrich y Dorothy Kingsley⭐ - A Star is Born – Moss Hart; basado en la obra de Dorothy Parker, Alan Campbell y Robert Carson - Carmen Jones – Harry Kleiner; basado en el libro de Oscar Hammerstein II - The Glenn Miller Story – Valentine Davies y Oscar Brodney - There's No Business Like Show Business – Phoebe Ephron y Henry Ephron; argumento de Lamar Trotti | Mejor Guion Dramático - On the Waterfront – Budd Schulberg⭐ - Executive Suite – Ernest Lehman; basado en la novela de Cameron Hawley - Rear Window – John Michael Hayes; argumento de Cornell Woolrich - The Barefoot Contessa – Joseph L. Mankiewicz - The Country Girl – George Seaton; basado en la obra de Clifford Odets |
| Mejor Guion de Comedia - Sabrina – Billy Wilder, Samuel Taylor y Ernest Lehman⭐ - It Should Happen to Me – Garson Kanin - Knock on Wood – Melvin Frank y Norman Panama - Susan Slept Here – Alex Gottlieb; basado en la obra de Steve Fisher y Alex Gottlieb - The Long, Long Trailer – Albert Hackett y Frances Goodrich; basado en la novela de Clinton Twiss                                                                                            | |

### Premios Especiales
| Premio Laurel para el Logro de Guion en Cine | Premio Laurel para el Logro de Guion en Cine |
| -------------------------------------------- | -------------------------------------------- |
| Robert Riskin                                |                                              |